# Chlorophytum tetraphyllum
Chlorophytum tetraphyllum är en sparrisväxtart som först beskrevs av Carl von Linné d.y., och fick sitt nu gällande namn av John Gilbert Baker. Chlorophytum tetraphyllum ingår i släktet ampelliljor, och familjen sparrisväxter. Inga underarter finns listade i Catalogue of Life.